# Otto Theodore Gustav Lingner

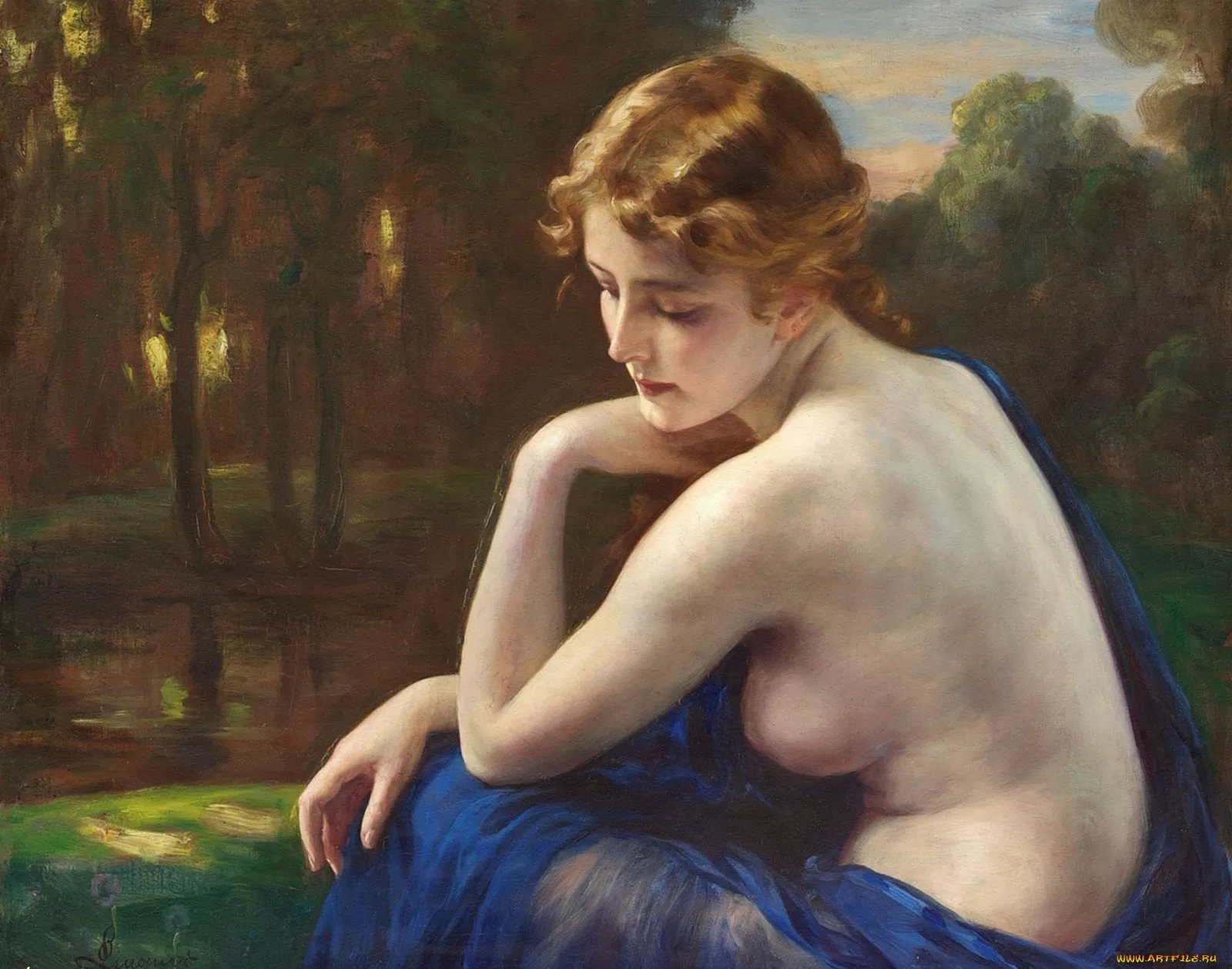
Frauenakt

Otto Theodore Gustav Lingner (* 25. August 1856 in Kolberg; † 11. Juni 1930 in Berlin-Buch) war ein deutscher Akt-, Genre- und Porträtmaler.
Nach der privaten Malerlehre in Kolberg studierte Lingner Malerei von 1877 bis 1881 an der Königlich Preußischen Akademie der Künste in Berlin bei Paul Thumann und Otto Knille und setzte sein Studium ab 1883 bei Arthur Fitger in Bremen fort. Gemeinsam mit Fitger schuf er Wandmalereien im Bremer Rathaus, danach folgte er ihm nach Hamburg. 1887 ließ er sich in Berlin nieder.
Im Zeitraum von 1893 bis 1914 nahm er regelmäßig an Kunstausstellungen in Berlin, München und Paris teil. In seinem Schaffen dominierte die Aktmalerei. Er schuf auch Porträts, Genrebilder und allegorische Kompositionen. Viele seiner Werke erschienen in Form von Postkarten.
Lingner beschäftigte sich auch mit der Technologie der Farben und gilt als Erfinder der „Lingner-Farben“.

## Literatur

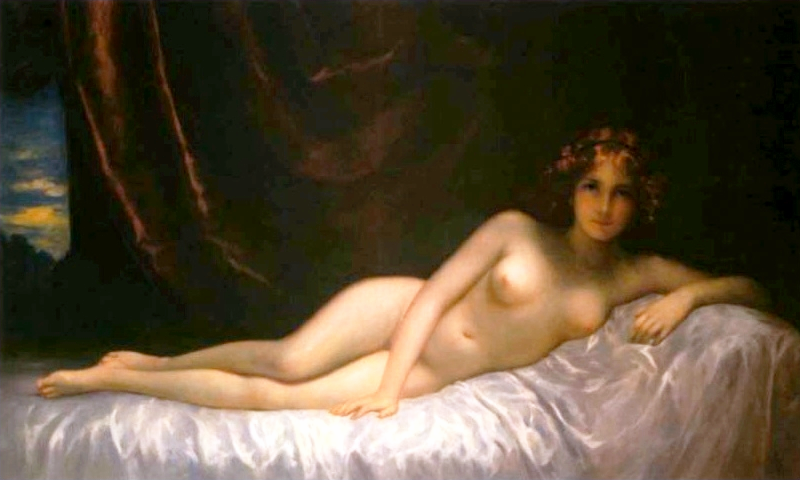
Liegender Frauenakt